# 不能没有你
《不能沒有你》是台灣導演戴立忍編劇、導演的一部電影，取材於2003年一則台灣單親父親抱女兒欲跳天橋的社會新聞。在拍攝過程中，戴立忍大膽起用非職業演員。
2009年7月29日，該片在台灣舉行首映式。

## 故事情節

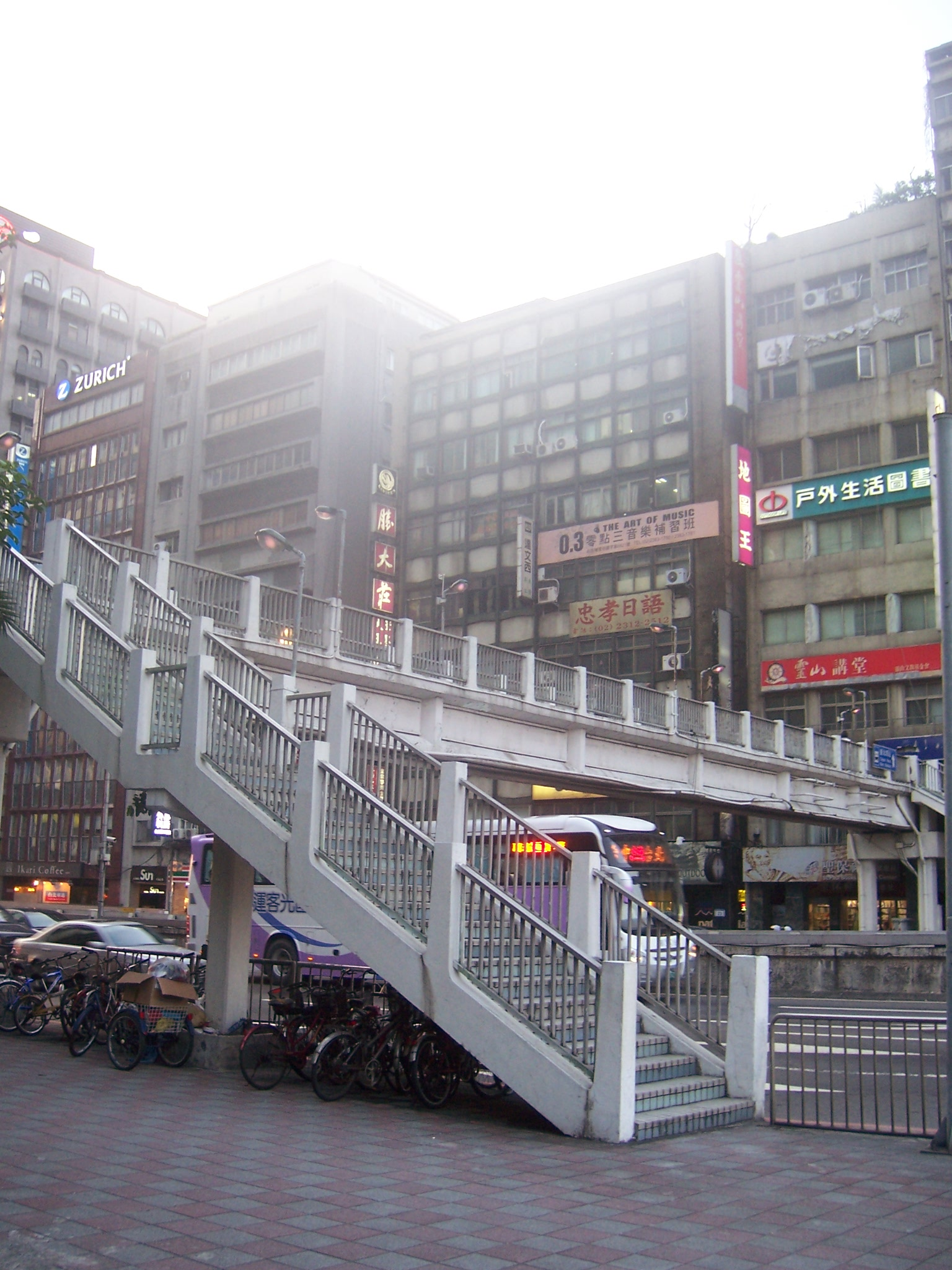
劇中主角試圖跳下的天橋，位於行政院附近

高雄無證潛水夫李武雄的前女友與他生下女兒後，便不知去向。而李武雄因為沒有法定監護權，與他同居的女兒的入學權利便產生問題。為解決此事，他驅車到台北找其同鄉立委幫忙，而其令李武雄至內政部警政署辦理此事。至此他以為此事已成，便欣喜不已，但是回到高雄辦理手續時，才發現自己被耍，而社會局也已介入此事。
在躲避警察尋找之後，李武雄帶著女兒再次北上，不料相關人士皆避不見面。心急之下，他便打算直入總統府，但半途中便被便衣憲兵帶走。被釋放後的李武雄在絕望之餘，帶著其女兒在車潮高峰期間爬上行政院附近天橋，大喊社會不公。警方與他進行周旋，並趁其不備將之擒下，而其女兒也被帶走。
兩年後，李武雄才得知女兒已被社會局安置到寄養家庭，並辦理入學。而在他自己積極的尋找和等待之下，終於透過社會局的幫忙與其女兒重逢。

## 演員表
- 趙祐萱：飾 妹仔/女兒
- 陳文彬：飾 李武雄/父親
- 林志儒：飾 財哥
- 陳世凱：飾 議員助理
- 馬汀尼: 飾 介中轉述寄養中的妹仔狀況

## 获奖
2009年7月11日，該片獲得2009年台北電影節劇情長片類百萬首獎、最佳男演員、最佳男配角及媒體推薦獎4項大獎。之後，奪得日本SKIP CITY國際影展最佳影片大獎、南非德班國際影展最佳影片大獎。11月28日，獲得2009年第46屆金馬獎最佳劇情片、最佳導演、最佳原著劇本、年度台灣傑出電影、觀眾票選最佳影片5項大獎。12月，再獲得印度果阿影展最佳導演、最佳影片金孔雀大獎。12月19日，再獲得第53屆亞太影展最佳導演、最佳攝影獎。12月29日再獲得澳門國際電影節最佳影片獎。2010年2月3日，再獲得法國費索爾亞洲電影展最大獎項「金相機獎」，及法國居美東方博物館所頒發之居美獎。5月31日，再獲得第10屆華語電影傳媒大獎最佳影片、最佳導演、最佳男主角3項大獎。

## 外部連結
- Yahoo奇摩電影上《不能没有你》的資料（繁體中文）
- 開眼電影網上《不能没有你》的資料（繁體中文）
- 豆瓣电影上《不能没有你》的資料 （简体中文）
- 时光网上《不能没有你》的資料（简体中文）
- AllMovie上《不能没有你》的资料（英文）
- 爛番茄上《不能没有你》的資料（英文）
- 香港影庫上《不能没有你》的資料（繁體中文）
- 互联网电影数据库（IMDb）上《不能没有你》的资料（英文）

| 前任： 投名狀 | 金馬獎最佳劇情片 2009年 | 繼任： 當愛來的時候 |